# Yelü Abaoji
Yelü Abaoji (chiń. 耶律阿保機; pinyin Yélǜ Ābǎojī; zm. w 926 roku) – przywódca państwa Kitanów w północno-zachodnich Chinach, założyciel Dynastii Liao.

## Życiorys
Po otrzymaniu godności chana Kitanów usunął konkurentów do władzy i przystąpił do umacniania swojej pozycji. Wykorzystując sytuację chaosu, jaka powstała po upadku dynastii Tang Yelü podjął próbę stworzenia silnego kitańskiego państwa. Zjednoczył 10 plemion kitańskich i w 916 roku ogłosił się na wzór chiński cesarzem i mianował syna następcą tronu. w organizacji sił zbrojnych opierał się na starych sprawdzonych wzorach koczowniczych. Podstawę armii stanowiły niewielkie, ruchliwe jednostki zwane ordą. Dokonał też nowego podziału administracyjnego kraju, celem usprawnienia obrony i ściągania podatków. W 926 roku Yelü podjął decyzję o udzieleniu poparcia chińskim władcom z dynastii Jin, próbującym przywrócić zwierzchność cesarską na obszarze północnych Chin. W zamian uzyskał od nich terytoria położone w okolicach dzisiejszego Pekinu. Po śmierci Yelü jego następcy przyjęli na określenie założonej przez niego dynastii chińską nazwę Liao, a jej założyciela nazwano pośmiertnie Wielkim Przodkiem (Tai Zu).